# Anomiidae
Famille
Genres de rang inférieur
- Anomia
- Monia
- Placunomia

Les Anomiidae sont une famille de mollusques bivalves de l'ordre des Arcida (anciennement des Arcoida).

## Liste des genres
Selon ITIS :
- genre Anomia Linnaeus, 1758
- genre Heteranomia Winckworth, 1922 - seule espèce: Heteranomia squamula (Linnaeus, 1758)
- genre Isomonia Dautzenberg et Fischer, 1896
- genre Monia Gray, 1850
- genre Pododesmus Philippi, 1837